# Aeroportul Tshimpi
Aeroportul Tshimpi (IATA: MAT, ICAO: FZAM) este un aeroport din Republica Democratică Congo ce deservește zona Matadi.
Situat la o altitudine de 340 m, aeroportul dispune de o singură pistă.